# MFK Kairat Almaty
Der MFK Kairat Almaty (russisch мини-футбольный клуб Кайрат Алматы) ist ein kasachischer Futsalverein aus der ehemaligen kasachischen Hauptstadt Almaty.

## Geschichte
Gegründet wurde die Futsalsparte des Kairat Almaty im Jahre 1995. Die Mannschaft etablierte sich als das dominante Team Kasachstans und feierte seit der Saison 2003/04 zehn Meistertitel in Serie. Auch im UEFA-Futsal-Pokal zählt sie zu den besten Teams. Nachdem man bei den Final Four Turnieren 2009 und 2011 jeweils den dritten Platz belegt hatte, gelang es Kairat 2013 zum ersten Mal den Pokal zu gewinnen. Als Vertreter der UEFA nahm Kairat 2014 am Futsal-Weltpokal teil und gewann diesen Wettbewerb. Zwei Jahre nach dem ersten Sieg gelang es Kairat 2015 erneut den UEFA-Futsal-Pokal zu gewinnen.

## Erfolge
- Futsal-Weltpokal: 2014
- UEFA-Futsal-Pokal: 2013, 2015
- Kasachische Meisterschaft (10×): 2003/04 – 2014/15.
- Kasachischer Pokal (7×): 2000/01, 2004/05, 2005/06, 2006/07, 2007/08, 2008/09, 2009/10